# Aethia
Aethia és un gènere d'ocells de la família dels àlcids. D'hàbits pelàgics i costaners, crien en costes rocalloses del Pacífic Septentrional.

## Taxonomia
Aquest gènere està format per quatre espècies.
- Aethia psittacula - gavotí cotorra.
- Aethia pusilla - gavotí menut.
- Aethia pygmaea - gavotí de bigotis.
- Aethia cristatella - gavotí emplomallat.

Fins fa poc, l'espècie Aethia psittacula era inclosa al gènere Cyclorrhynchus.